# Chiesa di San Giovanni Battista (Medesano, Felegara)
La chiesa di San Giovanni Battista è un luogo di culto cattolico dalle forme moderniste, situato in via Picelli 45 a Felegara, frazione di Medesano, in provincia e diocesi di Parma; è sede di una parrocchia compresa nella zona pastorale della Pedemontana.

## Storia
Il luogo di culto originario dedicato a S. Iohannis fu costruito in epoca medievale; la più antica testimonianza della sua esistenza risale al 1230, quando la cappella fu citata nel Capitulum seu Rotulus Decimarum della diocesi di Parma.
Nel 1564 la chiesa fu elevata a sede parrocchiale autonoma, ma, a causa delle sue pessime condizioni statiche, nel 1579 il vescovo Giovanni Battista Castelli, nel corso della sua visita apostolica, ne ordinò l'abbattimento e la ricostruzione o la soppressione.
Entro il 1627 furono avviati i lavori di costruzione del nuovo tempio, che fu completato prima del 1714.
Nel 1790 fu innalzato il campanile.
Nel 1920 la torre campanaria fu sopraelevata.
Nel 1934 furono intrapresi altri lavori di radicale ristrutturazione della chiesa su progetto dell'architetto Moderanno Chiavelli, che ampliò l'edificio, addossando alla navata centrale cinquecentesca due navatelle e trasformando le due cappelle laterali seicentesche nei due rami del transetto, e lo dotò di una nuova facciata; il luogo di culto modernista fu completato nel 1938.
Nel 1959 gli interni furono decorati su disegno dell'architetto Marco Pellegri, col rivestimento, sugli archi, sui pilastri e sul catino absidale, di piastrelle in cotto eseguite dallo scultore Mario Orlandini, che realizzò anche alcuni pannelli, oltre all'altare maggiore e all'ambone in marmo.
Tra il 2014 e il 2016 la chiesa fu interessata, su progetto degli architetti Alberto Bordi, Sauro Rossi e Marco Zarotti, da lavori di restauro, che riguardarono i prospetti, le coperture e gli interni e comportarono anche la risistemazione della zona presbiteriale e il rifacimento delle pavimentazioni e del sagrato.

## Descrizione

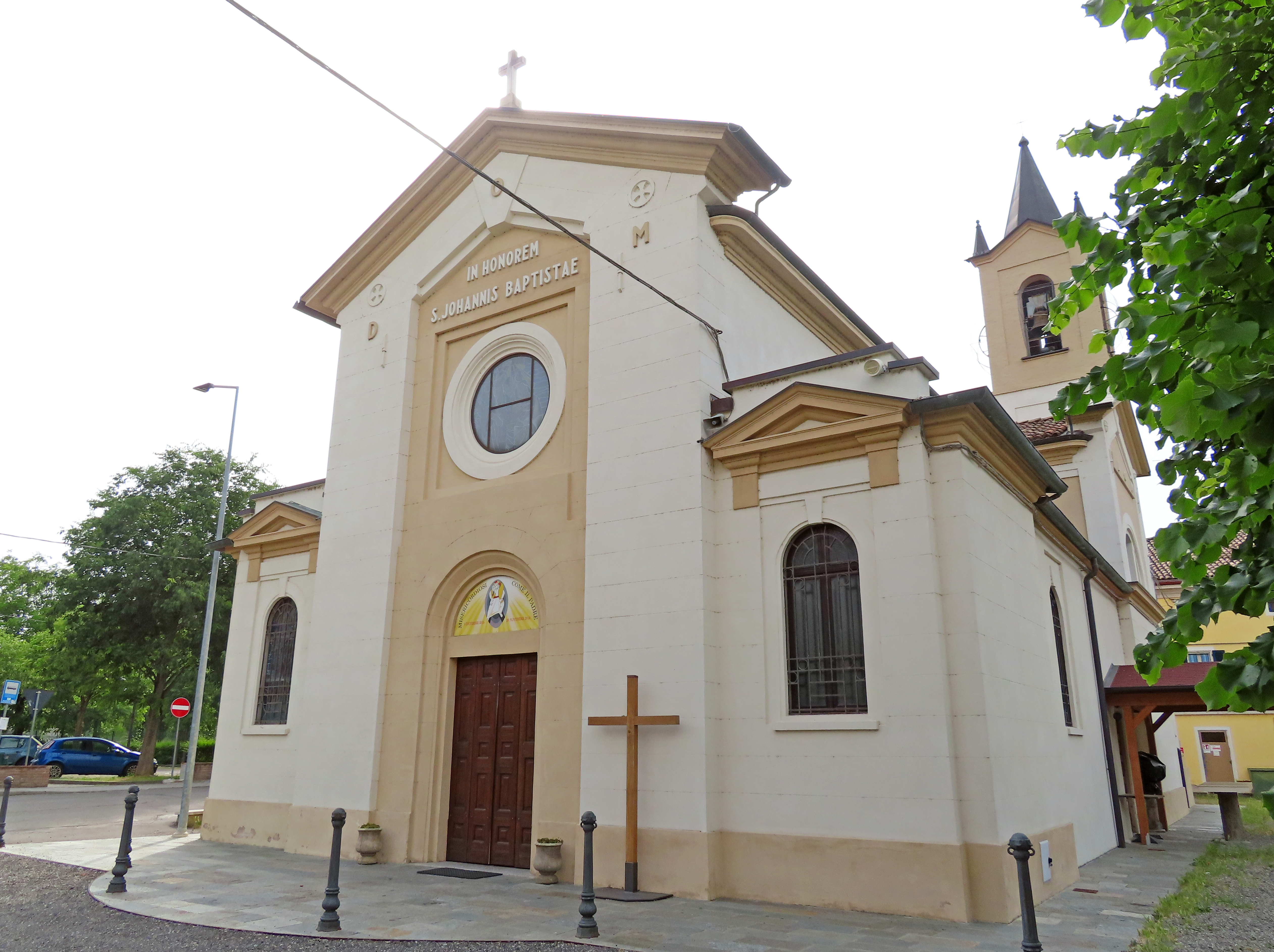
Facciata e lato nord

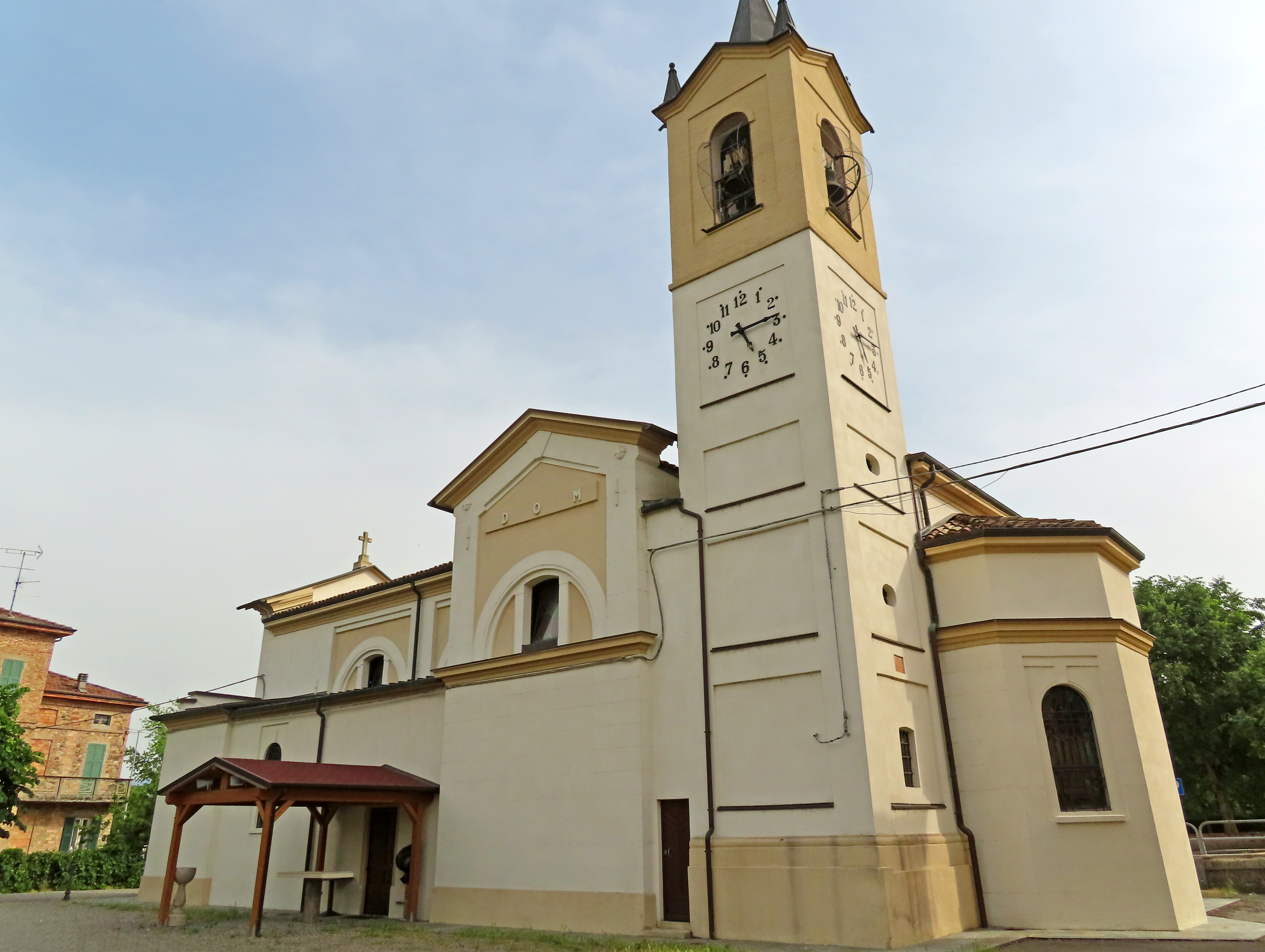
Abside e lato nord

La chiesa si articola su un impianto a croce latina sviluppata su tre navate, transetto e presbiterio absidato rivolto a nord-ovest.
La simmetrica facciata a salienti, interamente intonacata come il resto dell'edificio, è tripartita da due larghe lesene elevate su un basamento. Nel mezzo dell'alto corpo centrale è collocato l'ampio portale d'ingresso strombato, sormontato da una lunetta ad arco a tutto sesto; più in alto si apre, all'interno di una doppia specchiatura quadrata, un grande rosone strombato e incorniciato, sormontato dall'epigrafe IN HONOREM S. JOHANNIS BAPTISTAE; a coronamento si sviluppa lungo gli spioventi del tetto un cornicione modanato in forte aggetto; in sommità si erge nel mezzo una croce. I corpi laterali sono caratterizzati dalla presenza di monofore ad arco a tutto sesto, delimitate da cornici; i prospetti sono coronati da frontoni triangolari, retti da mensole e sormontati da attici.
I fianchi e il retro sono illuminati in corrispondenza delle navatelle e dell'abside a base poligonale da ampie monofore ad arco a tutto sesto aperte all'interno di specchiature rettangolari, mentre l'alta navata centrale si affaccia in sommità attraverso trifore a lunetta cieche nelle aperture laterali; entrambi i rami del transetto, delimitati da lesene angolari, sono illuminati da analoghe trifore e coronati da un cornicione modanato che si sviluppa lungo gli spioventi del tetto.
Al termine del lato destro si erge su tre ordini, ornati con specchiature rettangolari, il campanile; la cella campanaria, rivestita in laterizio, si affaccia sulle quattro fronti cuspidate attraverso ampie monofore ad arco a tutto sesto; in sommità si erge un'aguzza guglia a pianta ottagonale, tra quattro piccoli pinnacoli piramidali posti sugli spigoli.
All'interno la navata centrale è coperta da una volta a botte lunettata, scandita in campate da arcate a tutto sesto rette da paraste doriche; le navatelle, chiuse superiormente da soffitti piani, sono separate dalla navata principale da una serie di pilastri, rivestiti in piastrelle di laterizio, a sostegno di architravi; i rami del transetto sono infine coperti da volte a botte lunettate.
Il presbiterio, lievemente sopraelevato, è preceduto dall'arco trionfale a tutto sesto, retto da paraste binate doriche; l'ambiente, chiuso superiormente da una volta a vela, accoglie l'altare a mensa aggiunto nel 2016; più indietro è collocato l'altare maggiore marmoreo realizzato da Mario Orlandini nel 1959, decorato frontalmente con una formella raffigurante l'Ultima Cena; sul retro si staglia un grande ciclo di pannelli in rilievo, opera coeva dello stesso scultore; sul fondo infine l'abside, coperta dal catino, è illuminata da due monofore laterali ad arco a tutto sesto.